# نوریهیتو، شاهزاده تاکامادو
نوریهیتو، شاهزاده تاکامادو ((به ژاپنی: 高円宮憲仁親王, Takamado-no-miya Norihito Shinnō); ۲۹ دسامبر ۱۹۵۴ – ۲۱ نوامبر ۲۰۰۲) پسر شاهزاده میکاسا و نوه امپراتور تایشو اهل ژاپن بود.